# 12991 Davidgriffiths
12991 Davidgriffiths eller 1981 EN21 är en asteroid i huvudbältet som upptäcktes den 2 mars 1981 av den amerikanska astronomen Schelte J. Bus vid Siding Spring-observatoriet. Den är uppkallad efter David J. Griffiths.
Asteroiden har en diameter på ungefär 4 kilometer och den tillhör asteroidgruppen Koronis.